# Porthecla melleus
Porthecla melleus is een vlinder uit de familie van de Lycaenidae. De wetenschappelijke naam van de soort werd als Thecla melleus in 1907 gepubliceerd door Hamilton Herbert Druce.

## Synoniemen
- Thecla floreus Druce, 1907